# سرو پاکوتاه
سرو پاکوتاه (نام علمی: Chamaecyparis obtusa) نام یک گونه از تیره سرویان است.

## نگارخانه

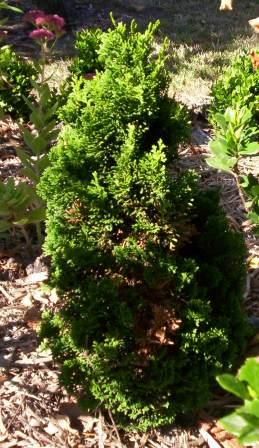
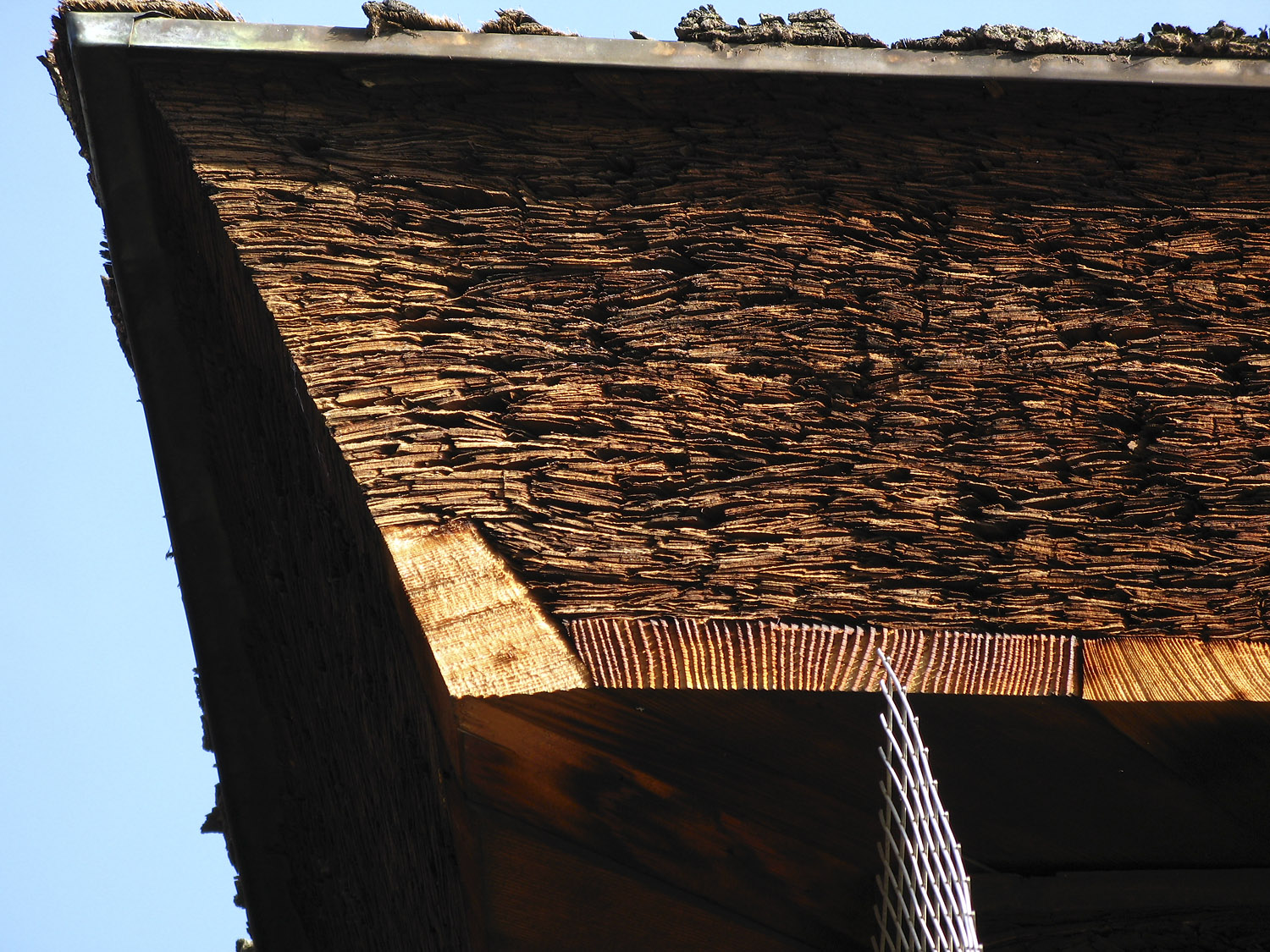
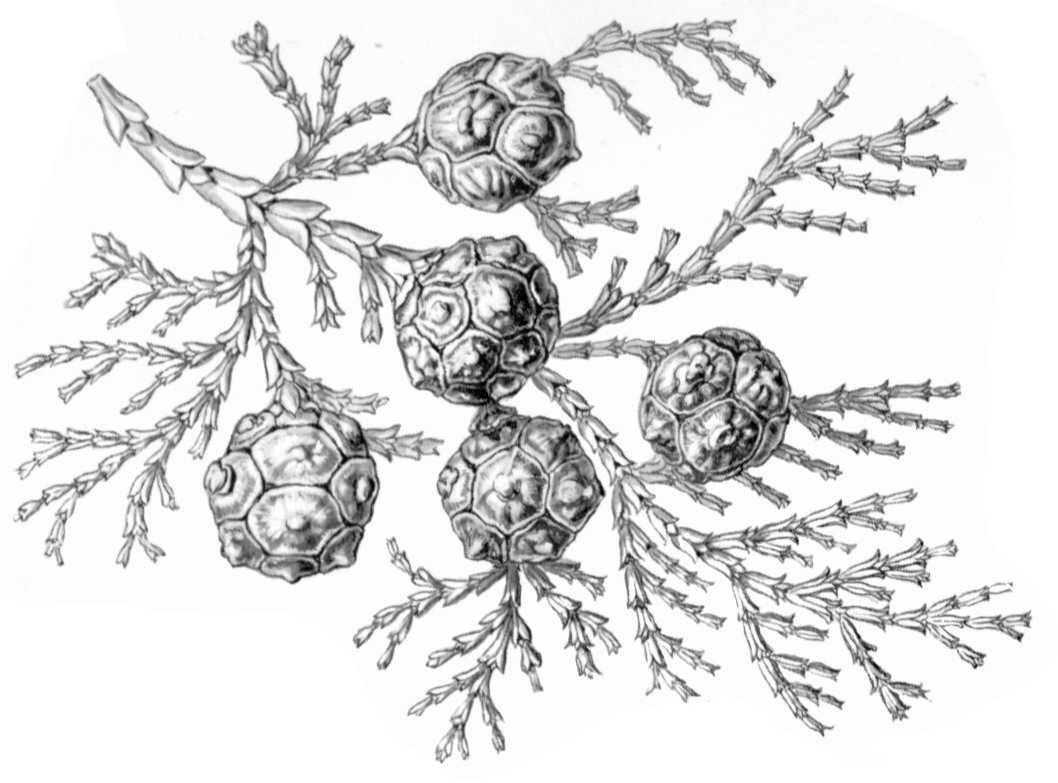
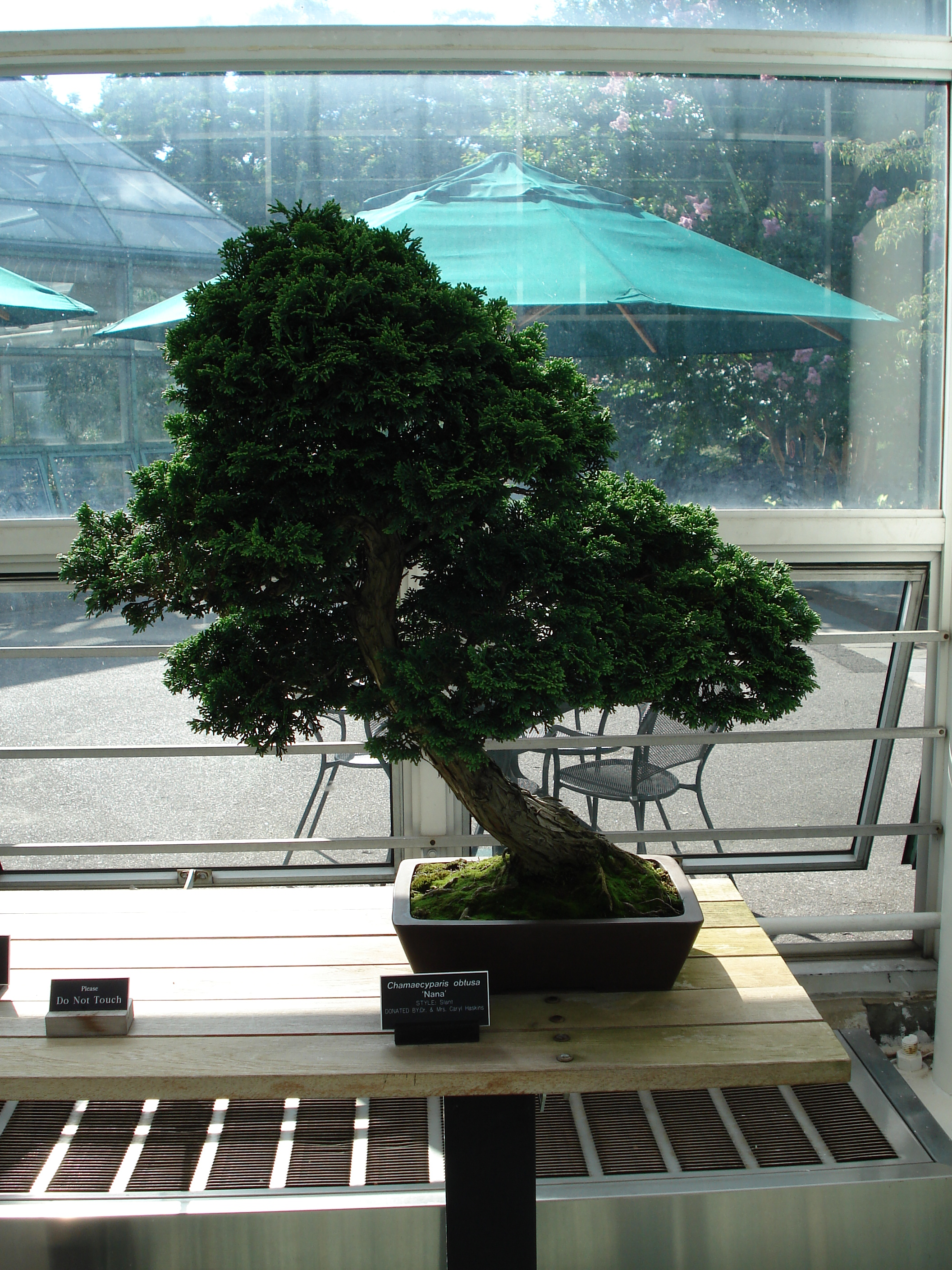
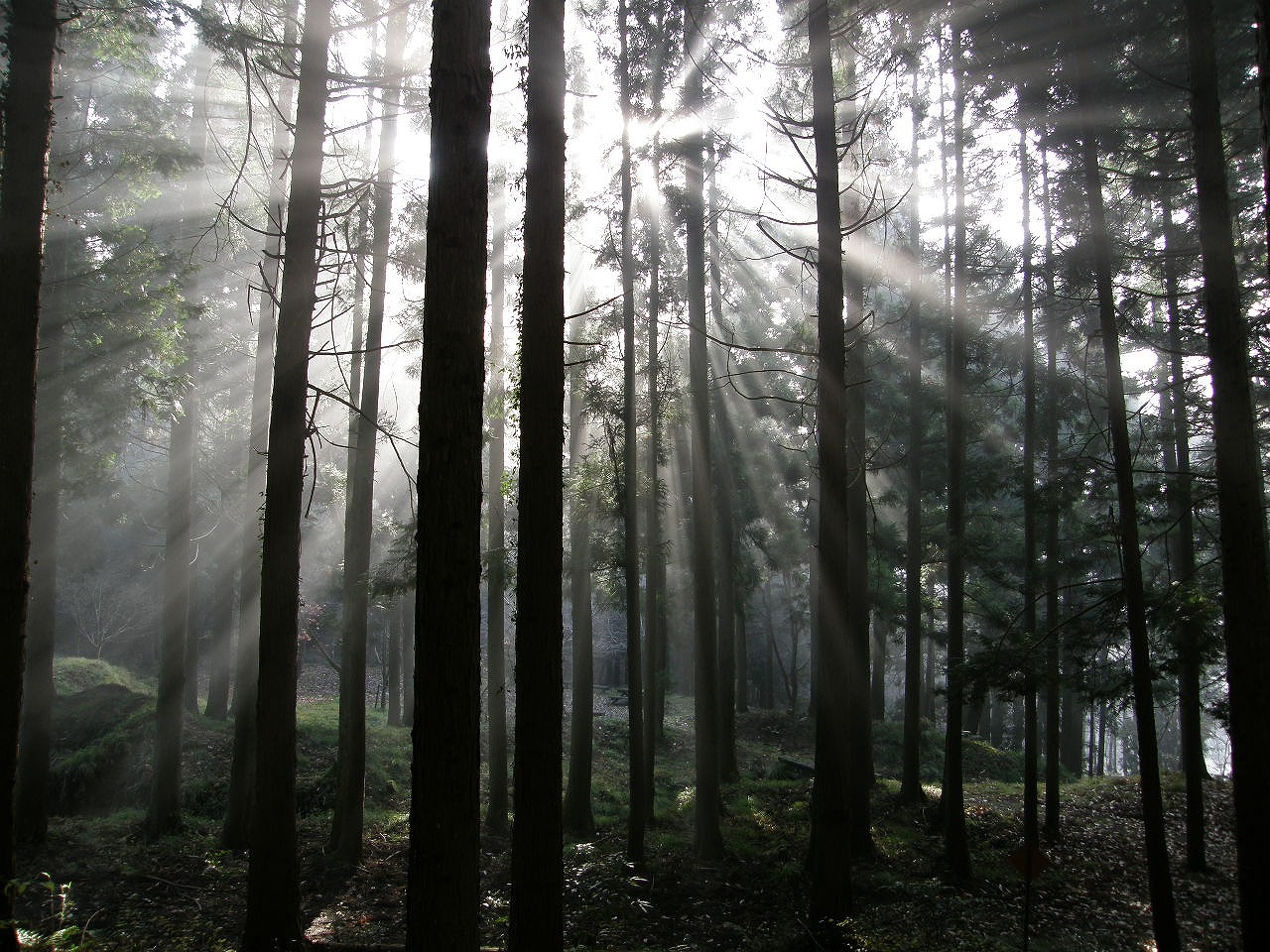
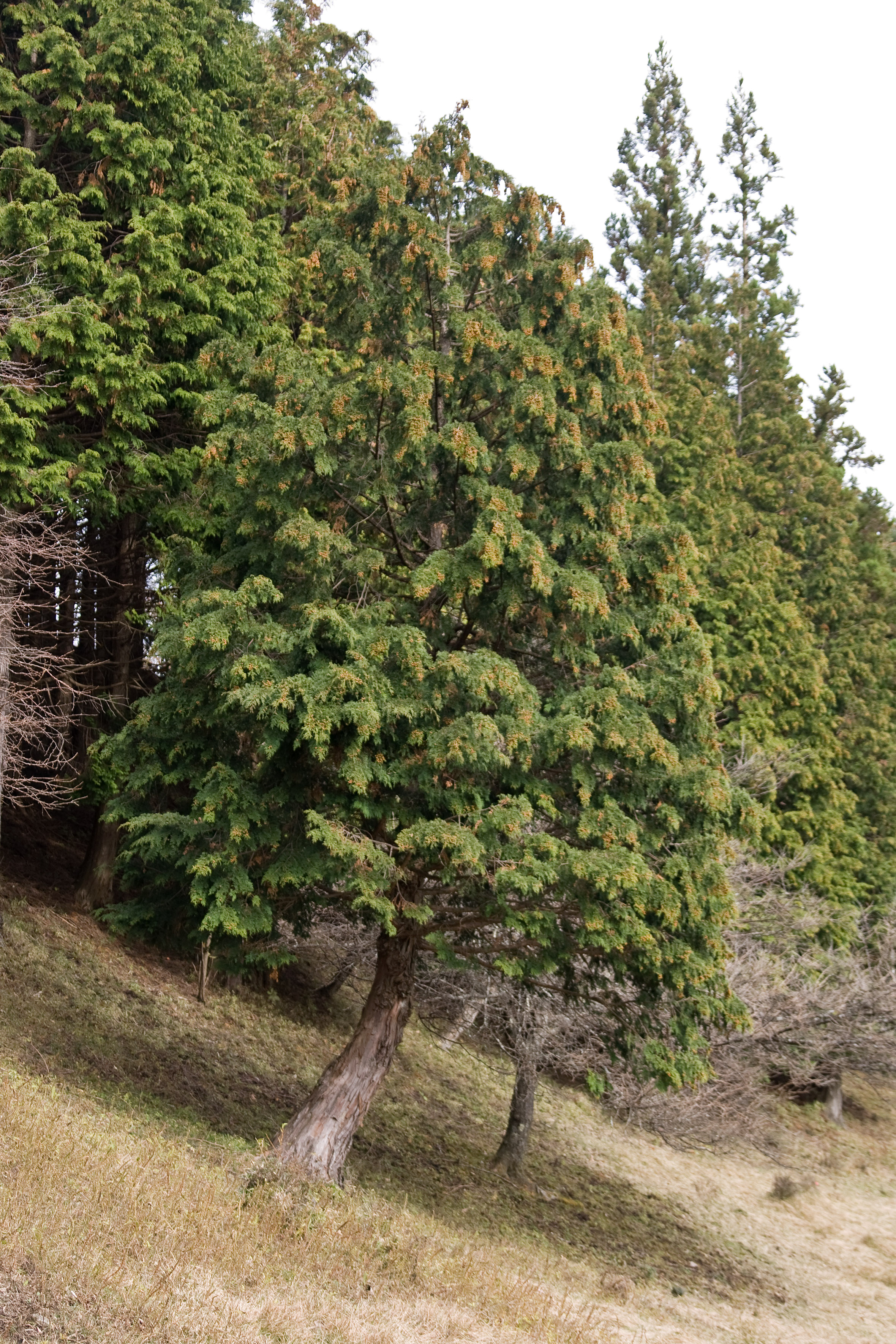